# Deuxième circonscription de Bekoji
La deuxième circonscription de Bekoji est une des 177 circonscriptions législatives de l'État fédéré Oromia, elle se situe dans la Zone Arsi. Son représentant actuel est Abdulahi Hamu Genbite.